# 虹北恭助シリーズ
『少年名探偵 虹北恭助の冒険シリーズ』（しょうねんめいたんてい こうほくきょうすけのぼうけんシリーズ）は、はやみねかおるによる推理小説シリーズ。講談社ノベルスより2000年から2009年にかけて刊行された。全5巻。挿絵・表紙絵はやまさきもへじ。やまさきの絵で漫画化もされた。
2011年に藤島康介の挿絵で青い鳥文庫から第1巻のみ刊行。2023年にkappeの挿絵で新装版が星海社FICTIONSから全巻が刊行されている。

## 概要
虹北商店街にたたずみ、岩崎亜衣が後にバイトをする古書店「虹北堂」に、虹北恭助という少年が住んでいる。彼の渾名は「魔術師（マジシャン）」。商店街でおこった不思議な事件、日常の謎を、いとも簡単に解決しているからである。同じく虹北商店街に住む響子ちゃんをワトソン役に、彼の名探偵ぶりが描かれる。
主人公らは当初小学6年生で、「講談社ノベルス史上最年少!」「少年少女・新本格ミステリ」などの謳い文句で売り出された。

## 主要登場人物
虹北 恭助（こうほく きょうすけ）
虹北堂に住む少年。両親は小学校に入学する前に事故死していて、唯一家族と呼べるのは祖父の虹北恭一郎（こうほくきょういちろう）と飼い猫のナイトだけ。学校には通わず、一日中店で店番をしながら本を読んでいる。髪が長く、肌も白く、背も小さいのでパッと見たところは女の子に見える。
特技は上記のように、事件を解決すること。人や事件の様子を見ただけで、日常的の謎を解決できる。また、記憶力にも優れており、前日店を訪れた人の特徴などを覚えている他、棚卸しの際にも、何万冊とある本のデータを全て覚えている（以上『少年名探偵 虹北恭助の冒険』での初登場時の描写から）。
野村 響子（のむら きょうこ）
商店街のケーキ屋「ケーキ屋さん」の娘。なかなかの美人。恭助の幼馴染みで、よく虹北堂を訪れる。彼女も背は小さい方だが、恭助よりは高い。好奇心旺盛で、恭助の助手として事件捜査をする。また、恭助に恋心を抱いているようで、恭助の方もまんざらではない様子である。物語の主たる語り手（一部、若旦那の一人称のエピソードもある）。
若旦那
本名：清。商店街のカメラ屋「大怪獣」の店主。
映画（主に怪獣映画）を愛するあまり家業はほとんど番頭に任せてしまっている。虹北商店街振興会の企画で、商店街のプロモーションビデオを撮ることになった際、「名探偵はつらいよin虹北商店街」という怪獣映画と探偵映画、男はつらいよシリーズが混ざったような映画を製作し（協力者であるカフェのマスターと、イラストレーターの宮崎が金田一映画と「男がつらいよ」が好きだったため）、顰蹙を買うが、全く懲りておらず「名探偵はつらいよ」シリーズの続編はあと47作ある（とみられる）。度々恭助と響子を撮影に巻き込む。
なお、はやみねかおるの別シリーズの一編「怪盗クイーンと魔窟王の対決」にちらりと登場した謎の人物「ヤングマスター」とは、怪獣映画好きを自称していたことと名前からしておそらく同一人物だと思われる。
ミリリットル真衛門
虹北堂に居候するフランス人。

## 作品一覧
はやみねかおる著、講談社刊（星海社FICTIONS（新装版）のみ発行：星海社・発売：講談社）
講談社ノベルス版はやまさきもへじ、青い鳥文庫版は藤島康介、星海社FICTIONS版（新装版）はkeppnがイラストを担当。
青い鳥文庫版はおまけなど収録されていない。星海社FICTIONS版（新装版）の『新冒険』のみ飛口芽衣によるショート漫画収録。
講談社ノベルス版での刊行順と違い、星海社FICTIONS版（新装版）の『ハイスクール・アドベンチャー』は『フランス陽炎村事件』より先に刊行されている。
- 『少年名探偵 虹北恭助の冒険』講談社ノベルス、2000年7月15日発行、ISBN 978-4-06-182138-5
  - 『少年名探偵 虹北恭助の冒険』青い鳥文庫、2011年4月13日発行、ISBN 978-4-06-285211-1
  - 『少年名探偵 虹北恭助の冒険 新装版』星海社FICTIONS、2023年11月29日発行 ISBN 978-4-06-533856-8
- 『少年名探偵 虹北恭助の新冒険』講談社ノベルス、2002年11月5日発行、ISBN 978-4-06-182275-7
  - 『少年名探偵 虹北恭助の新冒険 新装版』星海社FICTIONS、2024年2月14日発売、ISBN 978-4-06-534813-0
- 『少年名探偵 虹北恭助の新・新冒険』講談社ノベルス、2002年11月5日発行、ISBN 978-4-06-182287-0
  - 『少年名探偵 虹北恭助の新・新冒険 新装版』星海社FICTIONS、2024年4月16日発売、ISBN 978-4-06-535469-8
- 『少年名探偵 虹北恭助のハイスクール☆アドベンチャー』講談社ノベルス、2004年11月5日発行、ISBN 978-4-06-182402-7
  - 『少年名探偵 虹北恭助のハイスクール☆アドベンチャー 新装版 上』星海社FICTIONS、2025年1月28日発売、ISBN 978-4-06-537690-4
- 『少年名探偵 虹北恭助の冒険 フランス陽炎村事件』講談社ノベルス、2009年8月19日発行、ISBN 978-4-06-182666-3
  - 『少年名探偵 虹北恭助の冒険 フランス陽炎村事件 新装版』星海社FICTIONS、2024年9月18日発売、ISBN 978-4-06-536025-5

### 漫画版
やまさきもへじ画
- （旧版）『少年名探偵 虹北恭助の冒険 高校編』マガジンZKCDX、2003年9月22日発行、ISBN 978-4-06-334779-1
- （新版）『少年名探偵 虹北恭助の冒険 高校編』講談社BOX、2008年4月1日発行、ISBN 978-4-06-283662-3